# Скобелево (Сливенська область)
Ско́белево (болг. Скобелево) — село в Сливенській області Болгарії. Входить до складу общини Сливен.

## Населення
За даними перепису населення 2011 року у селі проживали 353 особи.
Національний склад населення села:
| Національність   | Кількість осіб | Відсоток |
| ---------------- | -------------- | -------- |
| болгари          | 268            | 77,2 %   |
| цигани           | 78             | 22,5 %   |
| турки            | 0              | 0 %      |
| Всього відповіли | 347            |          |

Розподіл населення за віком у 2011 році:
Динаміка населення: